# Harry Fry
Harry Brittain Fry, född 13 september 1905 i Dundas, död 1985 i Dundas, var en kanadensisk roddare.
Fry blev olympisk bronsmedaljör i åtta med styrman vid sommarspelen 1932 i Los Angeles.